# El imperio del miedo

El imperio del miedo es una novela ucrónica del año 1988 del escritor británico Brian Stableford. 
La novela describe un mundo alternativo ambientado en el siglo XVII en el que una aristocracia constituida por vampiros gobiernan de forma absoluta, controlando el acceso a sus filas. Los personajes protagonistas comenzarán a investigar el vampirismo de forma científica para descubrir sus secretos.
En esta novela el vampirismo aparece descrito como una especie de virus, que sólo se transmite en grandes concentraciones y cuyo modo de contagio es controlado mediante ceremonias y ritos secretos para evitar que se extienda sin control. Los vampiros son esencialmente criaturas inmortales, que aunque se ven impulsados a tomar pequeñas cantidades de sangre difieren de sus contrapartidas del folklore, pudiendo salir a la luz y careciendo de poderes sobrenaturales, salvo una constitución física superior.

## Sinopsis
La historia comienza en el año 1623. En estos momentos Europa se encuentra bajo el dominio de dos grandes imperios: el Imperio Galo, cuyos señores vampiro dominan Europa Occidental y el Imperio de Valaquia, extendido por Europa Oriental, creado por Atila el Huno, que extendió el vampirismo por el continente transformando a sus posibles aliados. La aristocracia gobernante está formada por vampiros que imponen su Imperio del Miedo a los hombres comunes. La autoridad religiosa se encuentra en Roma, donde el Papa Alejandro Borgia, también un vampiro, dirige una iglesia orientada a mantener el orden establecido frente a los herejes que se niegan a aceptar el dominio de los vampiros. En el mundo islámico el vampirismo es rechazado y perseguido.
En Londres, Edmund Cordery, un científico de la corte del rey Ricardo, considera que el vampirismo es un fenómeno natural, y tras haber descubierto y perfeccionado el microscopio se dedica en secreto al estudio de los fluidos del cuerpo humano. Sus investigaciones lo llevan a caer en desgracia y transmite sus descubrimientos a su hijo poco antes de desafiar abiertamente al Imperio Galo.
Su hijo Noell Cordery consigué huir de Inglaterra en compañía de un pirata rebelde y de un monje, exiliándose durante largo tiempo a las costas africanas donde prosigue las investigaciones de su padre, con la intención de descubrir el proceso por el que un hombre normal puede convertirse en vampiro, un secreto celosamente guardado y origen de rumores y supersticiones. Las investigaciones de Noell lo llevan al interior de África, donde según se dice surgieron los primeros vampiros, y sus descubrimientos lo llevan junto a sus aliados a desafiar la autoridad de los vampiros y enfrentarse al poder del Imperio.
- Datos: Q5825333